# Megachile gibboclypearis
Megachile gibboclypearis är en biart som beskrevs av Pasteels 1979. Megachile gibboclypearis ingår i släktet tapetserarbin, och familjen buksamlarbin. Inga underarter finns listade i Catalogue of Life.